# Kartuziánský ritus

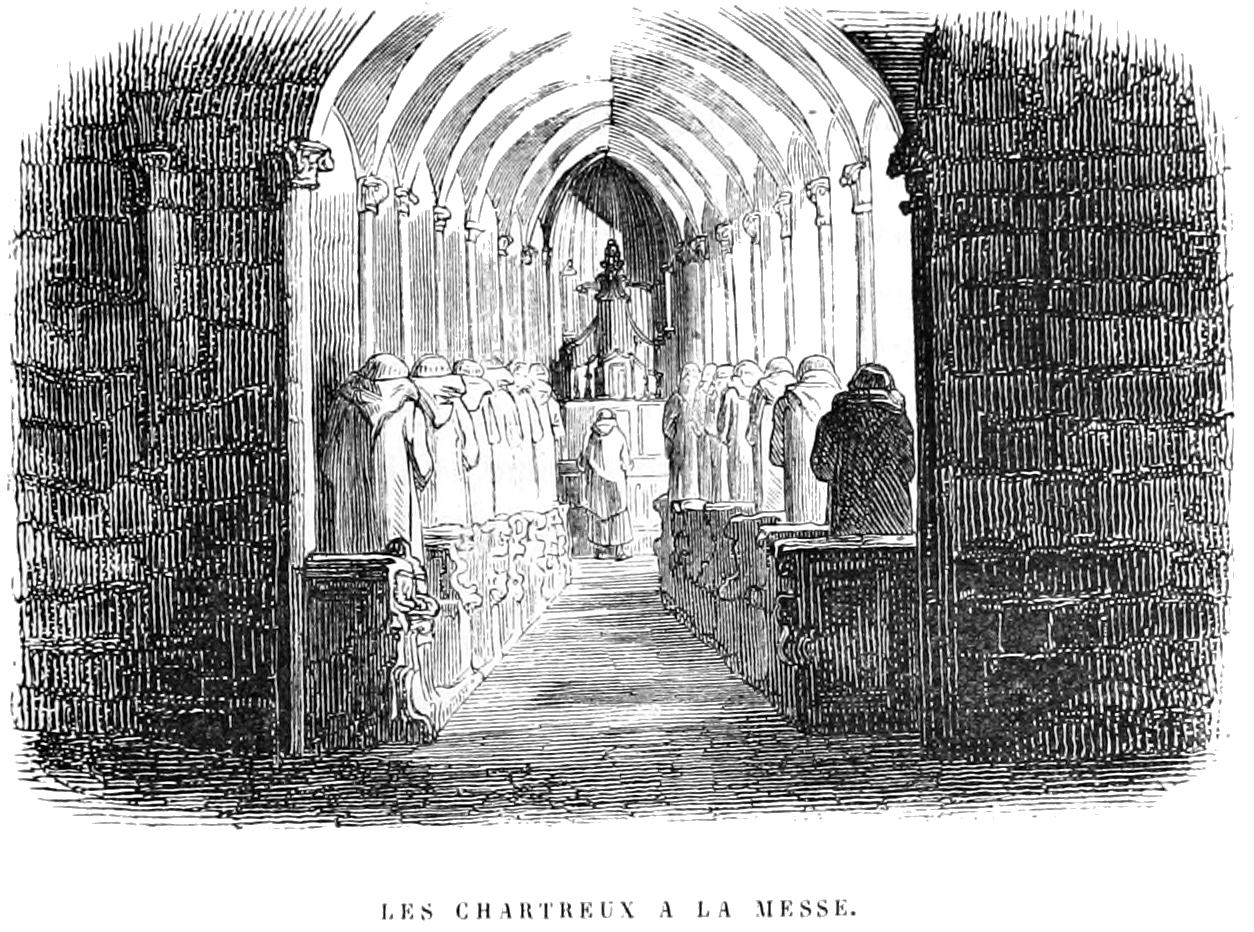
Kartuziánští mniši na mši svaté

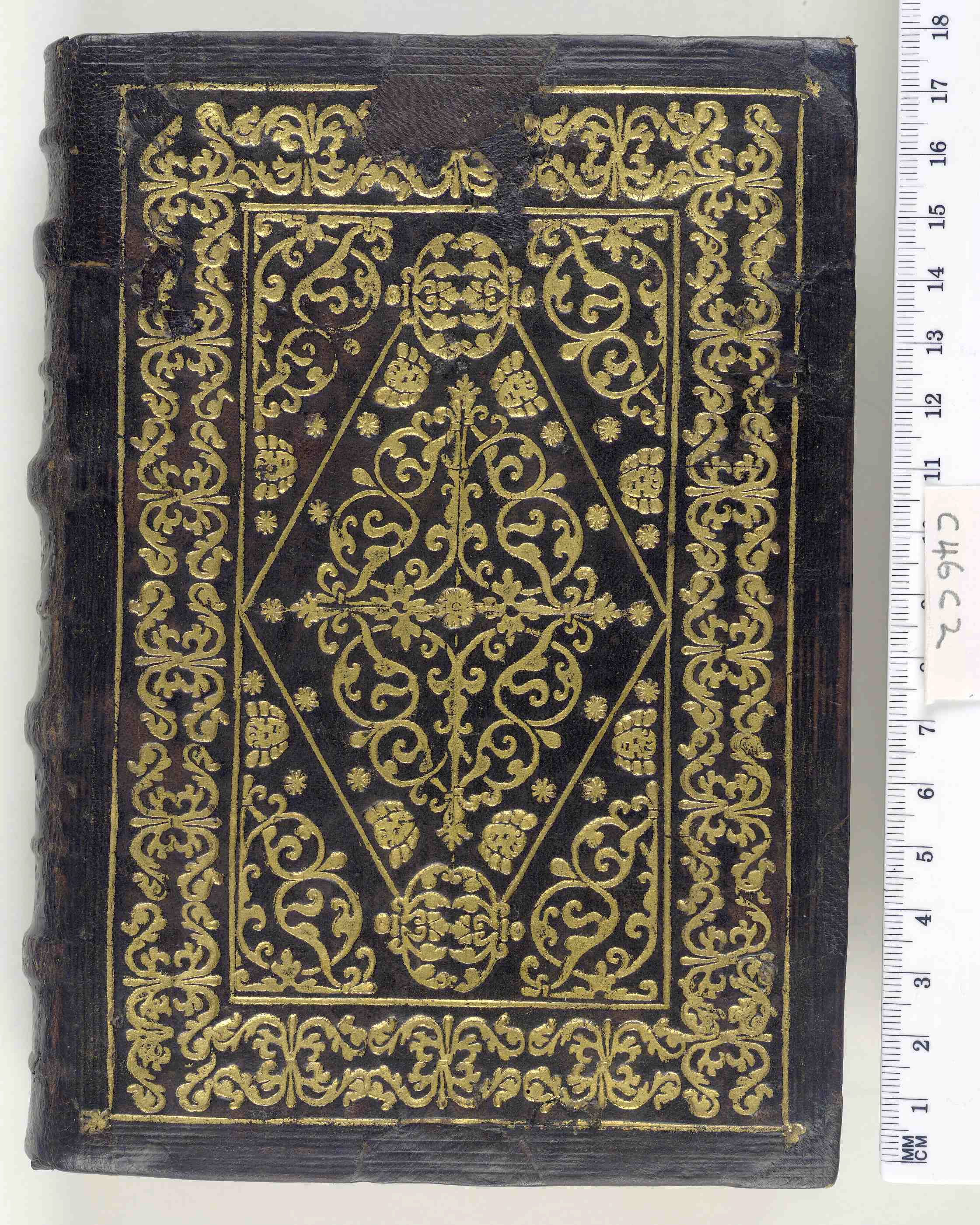
Kartuziánský misál

Kartuziánský ritus je způsob slavení mše, officia a některých svátostí v kartuziánském řádu v katolické církvi. Je neoddělitelný od kartuziánského způsobu života a nelze jej chápat samostatně.

## Historie
Nejstarší dokumenty týkající se kartuziánského ritu pocházejí z první čtvrtiny 12. století, asi čtyřicet let po založení Velké kartouzy (Grande Chartreuse) svatým Brunem v roce 1084.

## Charakteristika
Na rozdíl od toho, co by se mohlo zdát, kartuziánská liturgie se nevyznačuje zvlášť dlouhými obdobími ticha, ale absencí spěchu. Šíře gest je násobně vyšší oproti ritu římskému, důraz je kladen i na rozjímání.
Přednášení mešního kánonu v tichu knězem s nataženými pažemi bylo ve středověku zvykem sdíleným s jinými katolickými tradicemi. Ticho, které předchází začátku každé liturgické hodinky při modlitbě hodin, je předepsáno rubrikami breviáře téměř ve všech západních latinských obřadech.
Kartuziánský obřad se ve srovnání se současnou římskou liturgií (forma ordinaria) vyznačuje velkou střízlivostí ve vnějších formách, hieratismem a smyslem pro posvátno a adoraci. 
Mniši se během eucharistického klanění poklonili formou prostrace; po každé mši pronesou společné poděkování ve sboru ve stejné poloze. Před každou modlitbou mše nebo oficia se společenství hluboce sklání.
V kartuziánském ritu nejsou zvykem liturgické průvody, s výjimkou Slavnosti Těla a Krve Páně.